# Cychrus caraboides
Cychrus caraboides là một loài Carabidae đặc hữu của châu Âu.
Nó được tìm thấy ở Áo, Belarus, Bỉ, Bosna và Hercegovina, Quần đảo Anh, Croatia, Cộng hòa Séc, Đan Mạch đại lục, Estonia, Phần Lan, Chính quốc Pháp, Đức, Hungary, Ireland, Chính quốc Ý, Kaliningrad, Latvia, Liechtenstein, Luxembourg, Moldova, Bắc Ireland, lục địa Na Uy, Ba Lan, România, Nga, Slovakia, Slovenia, Tây Ban Nha, đại lục Thụy Điển, Thụy Sĩ, Hà Lan, Ukraina và Nam Tư.

## Hình ảnh

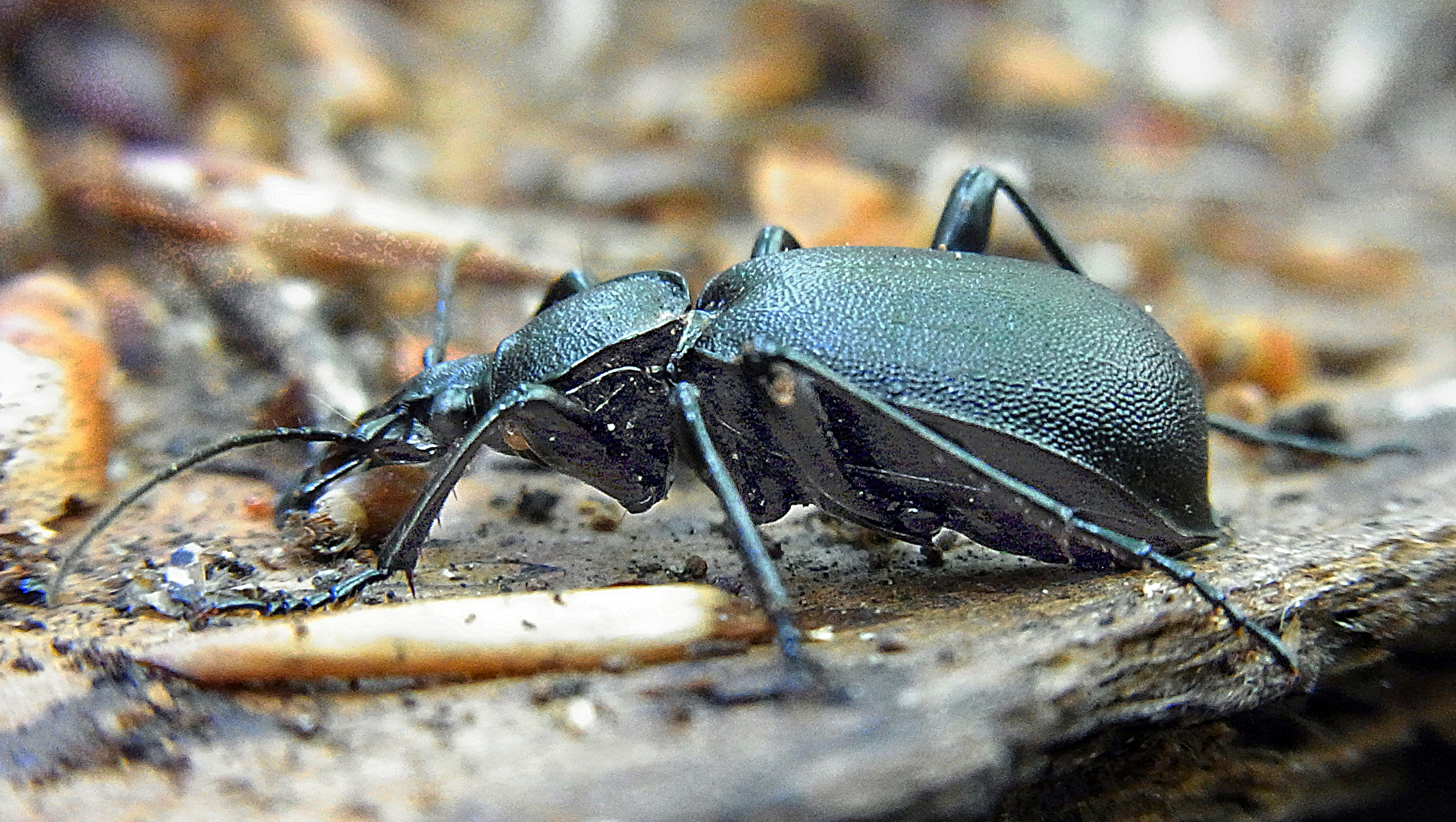
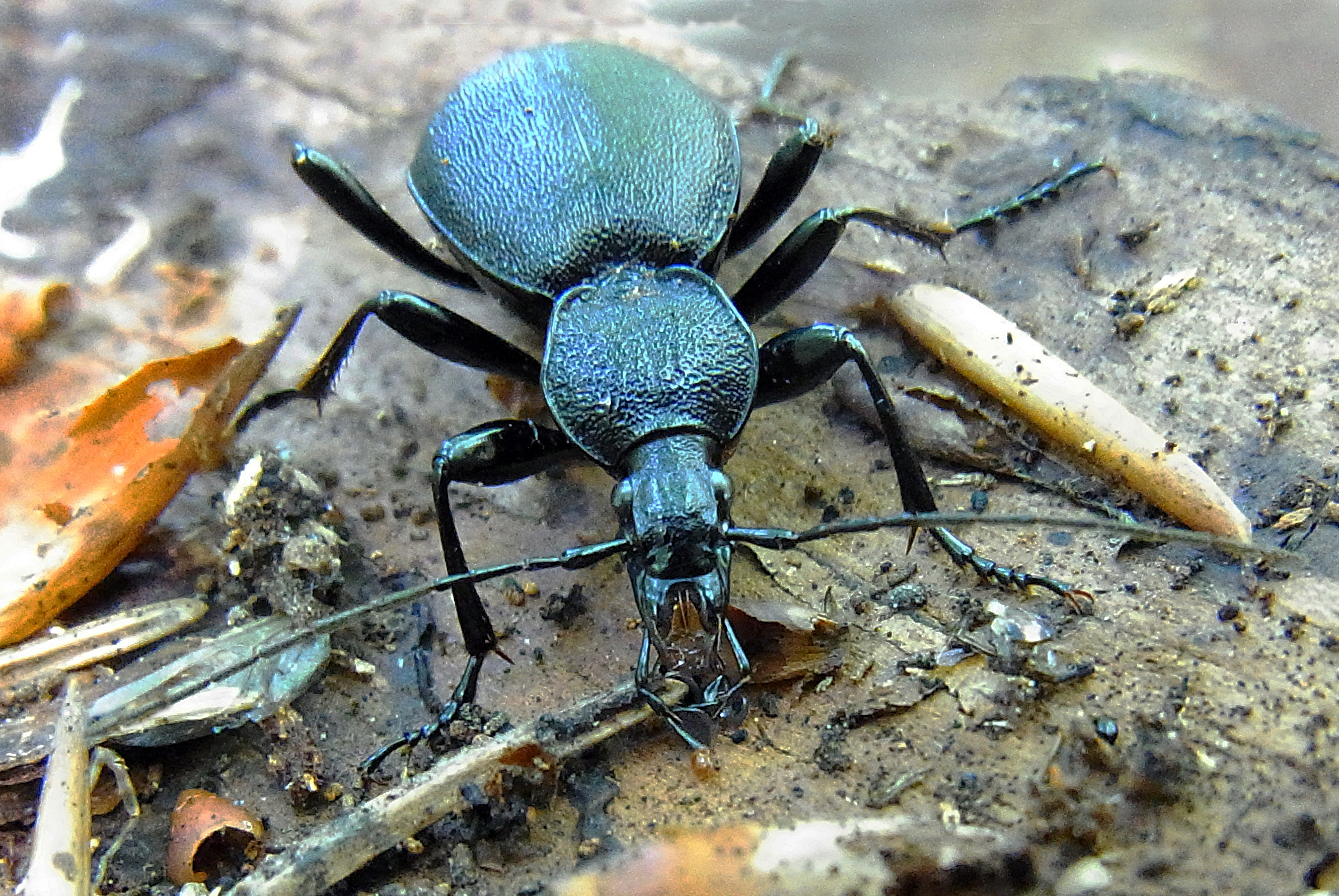
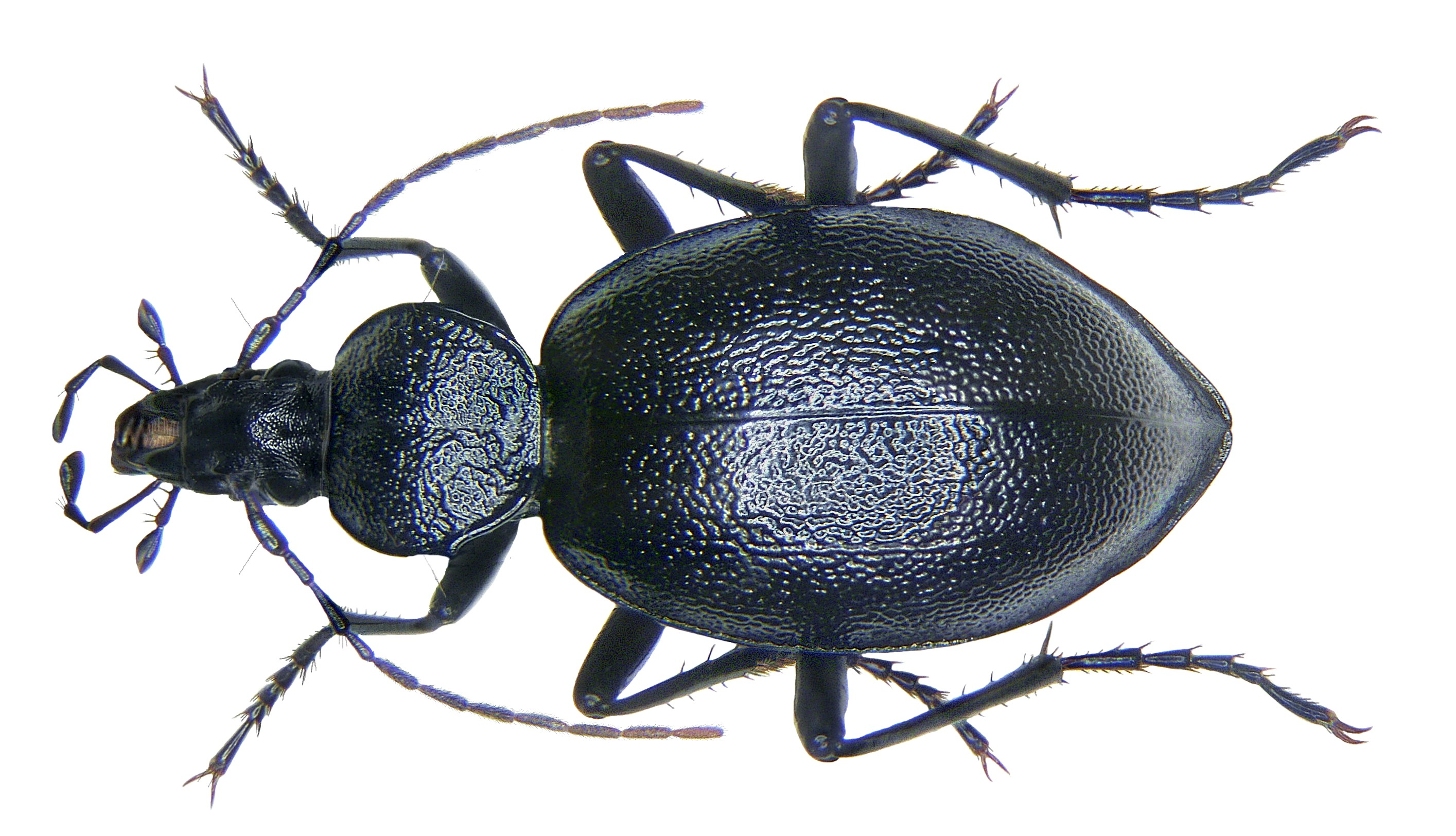

- Tập tin:Stamps of Germany (DDR) 1968, MiNr 1412.jpg